# Morten Tyldum
Pour les articles homonymes, voir Tyldum.
Morten Tyldum est un réalisateur norvégien, né le 19 mai 1967 à Bergen dans le comté de Hordaland. Il est connu pour avoir réalisé Imitation Game, pour lequel il a reçu une nomination pour l'Oscar du meilleur réalisateur en 2014.

## Biographie
Morten Tyldum est né à Bergen en Norvège. Il étudie à l'École d'arts visuels de New York.
Il réalise son premier long-métrage Buddy, en 2003, qui sera bien reçu par la critique et remportera notamment deux Prix Amanda.
En 2008, il tourne le film Fallen Angels  (Varg Veum - Falne engler) et Headhunters en 2011, ce dernier étant tiré du roman du même nom, écrit par l'auteur Jo Nesbø. Headhunters est le film norvégien qui réalisera les plus grosses recettes cette année-là.
Il réalise son premier film en langue anglaise, en 2014, avec le drame historique Imitation Game, qui dépeint la vie du mathématicien et cryptologue britannique Alan Turing — joué par Benedict Cumberbatch. Ce film devient rapidement un succès international, et est nommé pour huit Oscars à la 87e cérémonie des Oscars, dont celui du meilleur film et du meilleur réalisateur pour Morten Tyldum lui-même.
Son second film en langue anglaise Passengers sort fin 2016. Son premier long-métrage de science-fiction réunit Jennifer Lawrence et Chris Pratt.

## Filmographie
Sauf indication contraire, les informations mentionnées dans cette section peuvent être confirmées par la base de données cinématographiques IMDb,  présente dans la section « Liens externes ».

### En tant que réalisateur

#### Films
- 2003 : Buddy
- 2008 : Fallen Angels  (Varg Veum - Falne engler)
- 2011 : Headhunters (Hodejegerne)
- 2014 : Imitation Game (The Imitation Game)
- 2016 : Passengers
- en projet : Dix Petits Nègres[2]

#### Séries télévisées
- 1991 : U - rett og slett (série télévisée)
- 1992 : U - Verden (série TV documentaire)
- 1992-1994 : U (série TV) - 19 épisodes
- 1993 : U - Vår Vår (série TV) - 2 épisodes
- 1994 : U - Åtte & 1/2 (mini-série TV) - 8 épisodes
- 1994 : U-natt (série TV) - 1 épisode
- 1994 : U - Musikk (série TV) - 1 épisode
- 2016 : Counterpart (série TV)
- 2020 : Défendre Jacob (série TV)[3]

### En tant que producteur
- 2016 : Tigre et Dragon 2 (Crouching Tiger, Hidden Dragon: Sword of Destiny) de Yuen Woo-ping (producteur délégué)

## Box-office France
| Année | Film           | Entrées   |
| ----- | -------------- | --------- |
| 2003  | Buddy          |           |
| 2008  | Fallen Angels  |           |
| 2011  | Headhunters    |           |
| 2014  | Imitation Game | 1 073 025 |
| 2016  | Passengers     | 904 041   |

## Distinctions

### Nominations
- British Academy Film Awards 2013 : Meilleur film en langue étrangère Headhunters
- Satellite Awards 2015 : Meilleur film Imitation Game
- Oscars 2015 : Meilleur film Imitation Game

### Récompenses
- Festival international du film norvégien de Haugesund 2003 : Prix du public pour Buddy
- Festival international du film de Varsovie2003 : Prix du public pour Buddy
- Amandaprisen 2004 : Prix du meilleur film norvégien Buddy
- L'Étrange Festival 2012 :
  - Prix du Public pour Headhunters
  - Prix Nouveau Genre pour Headhunters
- Festival du film noir de Courmayeur 2012  Prix Lion noir du meilleur film Headhunters
- Festival international du film policier de Beaune 2012 : Prix du public pour Headhunters
- Festival du film de Hollywood 2014 : Prix du meilleur réalisateur pour Imitation Game
- Festival international du film de Toronto 2014 : Prix du public pour Imitation Game
- Festival international du film des Hamptons 2014 : Audience Awards du meilleur film Imitation Game